# Karol Jacko
Karol Jacko (ur. 3 listopada 1904 w Czerniowcach, zm. w kwietniu 1940 w Katyniu) – polski lekarz weterynarii, ofiara zbrodni katyńskiej.

## Życiorys
Syn Franciszka i Marii z Kuźmińskich, w 1931 ukończył Akademię Medycyny Weterynaryjnej we Lwowie. Następnie odbył 9 miesięczne przeszkolenie w Szkole Podchorążych Rezerwy Artylerii w Grudziądzu i 4 miesięczne w 10 Pułku Artylerii Ciężkiej. Od stycznia 1933 pełnił służbę w 3 Pułku Strzelców Konnych im. Hetmana Stefana Czarnieckiego w Wołkowysku, a następnie jako lekarz weterynarii w 1 Pułku Strzelców Konnych w Garwolinie. Podczas kampanii wrześniowej razem z pułkiem znalazł się w Równem, gdzie po rozwiązaniu jednostki został aresztowany przez NKWD na dworcu kolejowym. Internowany w Kozielsku, wymieniony w liście wywózkowej NKWD nr 032/2 z 14 kwietnia 1940, został zamordowany w Katyniu. Pochowany na Polskim Cmentarzu Wojennym w Katyniu. Pośmiertnie 15 września 1985 został przez odznaczony przez polski rząd na emigracji Odznaką Pamiątkową Krzyżem Kampanii Wrześniowej 1939 r..  